# 長持 (平塚市)
長持（ながもち）は、神奈川県平塚市に存在する大字。金田地区の内の一つの地名。単独町名であり、住居表示は未実施。

## 概要
長持は平塚市街から北西方向にあり、金目川沿いの両岸に位置する町丁である。周辺の他の地名では東に中原下宿と御殿、南に南原、西に纒、北に入野とそれぞれ接している。

### 地価
住宅地の地価は、2023年（令和5年）1月1日の公示地価によれば、長持字下ノ宮270番3の地点で10万1000円/m2となっている。

## 歴史
- 幕末以前 - 幕府領である相模国大住郡に長持村が存在した。
- 1889年4月1日 - 大住郡長持村が同郡内の寺田縄村、飯島村、入野村、入部村と合併し、大住郡金田村となる。
- 1896年3月26日 - 郡制の施行のため大住郡が淘綾郡と統合され、金田村の所属郡が中郡に変更。
- 1956年9月30日 - 金田村が平塚市に編入され、金田地区となり。同市の町名としての長持になる。（平塚市#地域も参照）。

## 世帯数と人口
2023年（令和5年）9月1日現在（平塚市発表）の世帯数と人口は以下の通りである。
| 大字 | 世帯数    | 人口    |
| ---- | --------- | ------- |
| 長持 | 1,658世帯 | 3,662人 |

### 人口の変遷
国勢調査による人口の推移。
| 年                 | 人口  |
| ------------------ | ----- |
| 1995年（平成7年）  | 4,130 |
| 2000年（平成12年） | 4,120 |
| 2005年（平成17年） | 4,123 |
| 2010年（平成22年） | 3,971 |
| 2015年（平成27年） | 3,905 |
| 2020年（令和2年）  | 3,697 |

### 世帯数の変遷
国勢調査による世帯数の推移。
| 年                 | 世帯数 |
| ------------------ | ------ |
| 1995年（平成7年）  | 1,349  |
| 2000年（平成12年） | 1,386  |
| 2005年（平成17年） | 1,513  |
| 2010年（平成22年） | 1,537  |
| 2015年（平成27年） | 1,582  |
| 2020年（令和2年）  | 1,584  |

## 学区
市立小・中学校に通う場合、学区は以下の通りとなる（2022年2月時点）。
| 番地 | 小学校             | 中学校             |
| ---- | ------------------ | ------------------ |
| 全域 | 平塚市立金田小学校 | 平塚市立金旭中学校 |

## 事業所
2021年（令和3年）現在の経済センサス調査による事業所数と従業員数は以下の通りである。
| 大字 | 事業所数 | 従業員数 |
| ---- | -------- | -------- |
| 長持 | 66事業所 | 473人    |

### 事業者数の変遷
経済センサスによる事業所数の推移。
| 年                 | 事業者数 |
| ------------------ | -------- |
| 2016年（平成28年） | 80       |
| 2021年（令和3年）  | 66       |

### 従業員数の変遷
経済センサスによる従業員数の推移。
| 年                 | 従業員数 |
| ------------------ | -------- |
| 2016年（平成28年） | 637      |
| 2021年（令和3年）  | 473      |

## 周辺の交通
- 鉄道のアクセスでは域内には東海道新幹線が通るが、駅はない。在来線は全く通っておらず、最寄りの東海道線平塚駅はバスで15分近く要する。

- バス路線は神奈川中央交通（神奈中バス）の平塚営業所の一部系統が、平塚駅（JR東日本東海道本線）から当字内の各停留所へ運行されている。また、市外の秦野市にある小田急小田原線の秦野駅へ向かう路線バスも当字内を通っており、秦野方面への流動もある。

なお、長持を通る平塚駅から秦野駅を神奈川県道62号平塚秦野線を経由して結ぶ路線バスは大正時代から続くバス路線である。
- 道路は、高速道路、国道は無く、神奈川県道62号平塚秦野線が最大の幹線道路である。

## 周辺の主な施設
- 長持かすみ町公園
- 荒井自動車学校花水校
- 株式会社しまむら本社、しまむらストアー長持店

## その他

### 日本郵便
- 郵便番号 : 259-1217[3]（集配局 : 平塚郵便局[15]）。